# Кріс Додд
Крістофер Додд (Кріс Додд) (англ. Chris Dodd; повне ім'я Крістофер Джон Додд, англ. Christopher John Dodd; нар. 27 травня 1944, Віллімантік, Коннектикут) — американський політик, сенатор США від штату Коннектикут з 1981 по 2011, голова банківського комітету, син колишнього сенатора від Коннектикуту Томаса Додда.
Член Демократичної партії. Кандидат на пост президента США в 2008 р. Вільно володіє іспанською мовою.
У січні 2010 року Додд оголосив, що не буде балотуватися ще на один термін на виборах у Сенат 2010 року. Місце Додда зайняв Річард Блюменталь, який переміг на виборах. 1 березня 2011 Американська асоціація кінокомпаній оголосила, що Додд очолить цю організацію з 17 березня 2011, дня Святого Патрика.